# Ryan Trahan
Ryan Michael Trahan (Eagle Lake, Texas, Estados Unidos, 7 de octubre de 1998), conocido simplemente como Ryan Trahan, es un youtuber, vlogger y emprendedor estadounidense. Trahan ha fundado asimismo varias empresas, como la fabricante de botellas Neptune Bottle, la marca de ropa Howdy Howdy o la marca de golosinas Joyride Sweets.

## Vida personal
Trahan nació el 7 de octubre de 1998 en Eagle Lake, Texas, Estados Unidos y estudió en el Instituto Rice, en Altair, Texas. Asistió a la Universidad de Texas A&M, y durante esos años, Trahan entrenaba en la modalidad de atletismo campo a través, llegando a quedar en tercer lugar en el Abierto de Aggieland en 2017.
Trahan fundó en 2016 una marca de botellas de agua junto a su amigo Caden Wiese, conocida como Neptune Bottle. Según el youtuber, la empresa recaudó alrededor de 50.000 dólares en ingresos durante su primer año de existencia.
Trahan terminó por dejar la Universidad de Texas A&M después de ser calificado no apto para competir según la National Collegiate Athletic Association (en español:  Asociación Nacional Deportiva Universitaria), debido a la publicidad que recibía como atleta a través de su canal de YouTube. Aunque Trahan solicitara una exención que le permitiera seguir siendo atleta manteniendo sus negocios, acabó por dejar de asistir y centrarse en la empresa.
En 2020, Trahan contrajo matrimonio con la también youtuber Haley Pham. Profesa la religión católica.

## Carrera en YouTube
Trahan creó su canal de YouTube el 27 de octubre de 2013. Sus primeros videos se centraban en el atletismo, pero con el tiempo fue subiendo contenido de temas muy variados, desde carreras con coches Tesla a acampada al aire libre. El 29 de enero de 2019, el canal de Trahan, titulado con su propio nombre, alcanzó el millón de suscriptores y el 4 de julio de 2022 los diez millones. A 13 de diciembre de 2023, el canal cuenta con 14 millones de suscriptores y un total de 2.5 mil millones de visualizaciones.

### Penny Challenges
Inspirado por el empresario Gary Vaynerchuk, Trahan comenzó en junio de 2022 una serie de videos que publicaría diariamente durante un mes conocida como Penny Challenge (Reto del centavo). La premisa del reto era que, empezando desde California, Trahan recorriera todo Estados Unidos hasta Carolina del Norte utilizando solo un centavo de dólar. El asunto trataba sobre conseguir los mayores ingresos a partir de un solo centavo, y poder así llegar al final del recorrido, donde le esperaba el también youtuber MrBeast. Trahan estableció el objetivo de recaudar 100.000 dólares para la organización sin ánimo de lucro Feeding America, el cual logró sobrepasar al obtener más de un millón de dólares a final de mes.
Para obtener dinero, Trahan comenzó a realizar encuestas en línea, cortar césped, pasear perros o vender artículos como refrescos, agua embotellada y pelotas de golf, entre otros métodos.
Para ayudar a recaudar fondos para Feeding America, Trahan creó incentivos en las donaciones, siendo el más destacado The Great Reset, que devolvía todas las ganancias obtenidas por Trahan al centavo con el que empezó. Además, por cada donación de 100.000 dólares (de las cuales recibió tres en total), Trahan se tatuaba aquello que pidieran los donantes. La serie estuvo ampliamente patrocinada por PayPal Honey.
En julio de 2023, el Penny Challenge se realizó de nuevo, esta vez con un nuevo recorrido desde París hasta Nueva York. El reto mantuvo sus normas originales, pero esta vez se propuso como objetivo alcanzar los 250.000 dólares para la organización sin ánimo de lucro Water.org. Con el apoyo del público, Trahan logró recaudar 400.000 dólares destinados a Water.org.

## Premios y nominaciones
| Año  | Ceremonia       | Categoría                               | Resultado | Ref.   |
| ---- | --------------- | --------------------------------------- | --------- | ------ |
| 2022 | Premios Streamy | Creador de contenido por el bien social | Ganador   | [ 17 ] |
| 2022 | Premios Streamy | Creador de contenido revelación         | Nominado  | [ 17 ] |